# Соколиный заказник
Соколиный заказник (бел. Сакаліны заказнік) — белорусский биологический заказник местного значения в посёлке Мачулищи Минского района Минской области. Назван по родовому имени пустельги обыкновенной (Falco tinnunculus), гнездующейся на территории заказника.

## История
В начале 2000-х годов участники детско-юношеского клуба «Биоразнообразие» при Мачулищанской средней общеобразовательной школе выявили в сосновом бору между посёлком Мачулищи и одноимённым железнодорожным остановочным пунктом гнездовую колонию пустельги обыкновенной (внесена в Красную книгу Республики Беларусь). На тот момент сосновый бор планировался к вырубке и застройке, однако в 2007 году началась подготовка проектной документации по созданию в сосновом бору заказника на деньги, выделенные Агентством США по Международному развитию грантом американской компании Isar. Основной целью создания заказника было признано сохранение единственной в Республике Беларусь колонии древесногнездящихся пустельг. 10 июня 2011 года было объявлено о создании местного заказника, 29 августа 2011 года его образование было утверждено Минским райисполкомом, тогда же были определены границы заказника и утверждено положение о нём. Площадь заказника составила 20,9 га (11,1 га земли Мачулищанского поселкового совета, 9,8 га — 83-го квартала Городского лесничества ПКДУП «Минское лесопарковое хозяйство»).

## Современное состояние
Через заказник проходят две благоустроенные дорожки, связывающие посёлок Мачулищи с одноимённым железнодорожным остановочным пунктом. Дорожки были использованы для открытия экологической тропы в 2018 году при поддержке Европейской ассоциации местной демократии (ALDA) и ПОО «Фонд им. Льва Сапеги».

## Биоразнообразие
На территории заказника расположена единственная известная в Республике Беларусь колония древесногнездящихся пустельг (ежегодно гнездится около 10 пар). Помимо пустельги, в заказнике выявлены и другие представители флоры и фауны, внесённые в Красную книгу Республики Беларусь: два вида птиц — зелёный дятел (Picus viridis) и коростель (Crex crex), 1 вид земноводных — камышовая жаба (Epidalea calamita) и 1 вид растений — осока теневая (Carex umbrosa). В заказнике известны и другие птицы — большие синицы, мухоловки-пеструшки, обыкновенные лазоревки, пеночки-веснички, пеночки-теньковки, желтоголовые корольки, чёрные дрозды, сойки, болотные камышёвки, дятлы, совы и другие. Большая часть заказника — коренные высоковозрастные сосновые леса на минеральных почвах.

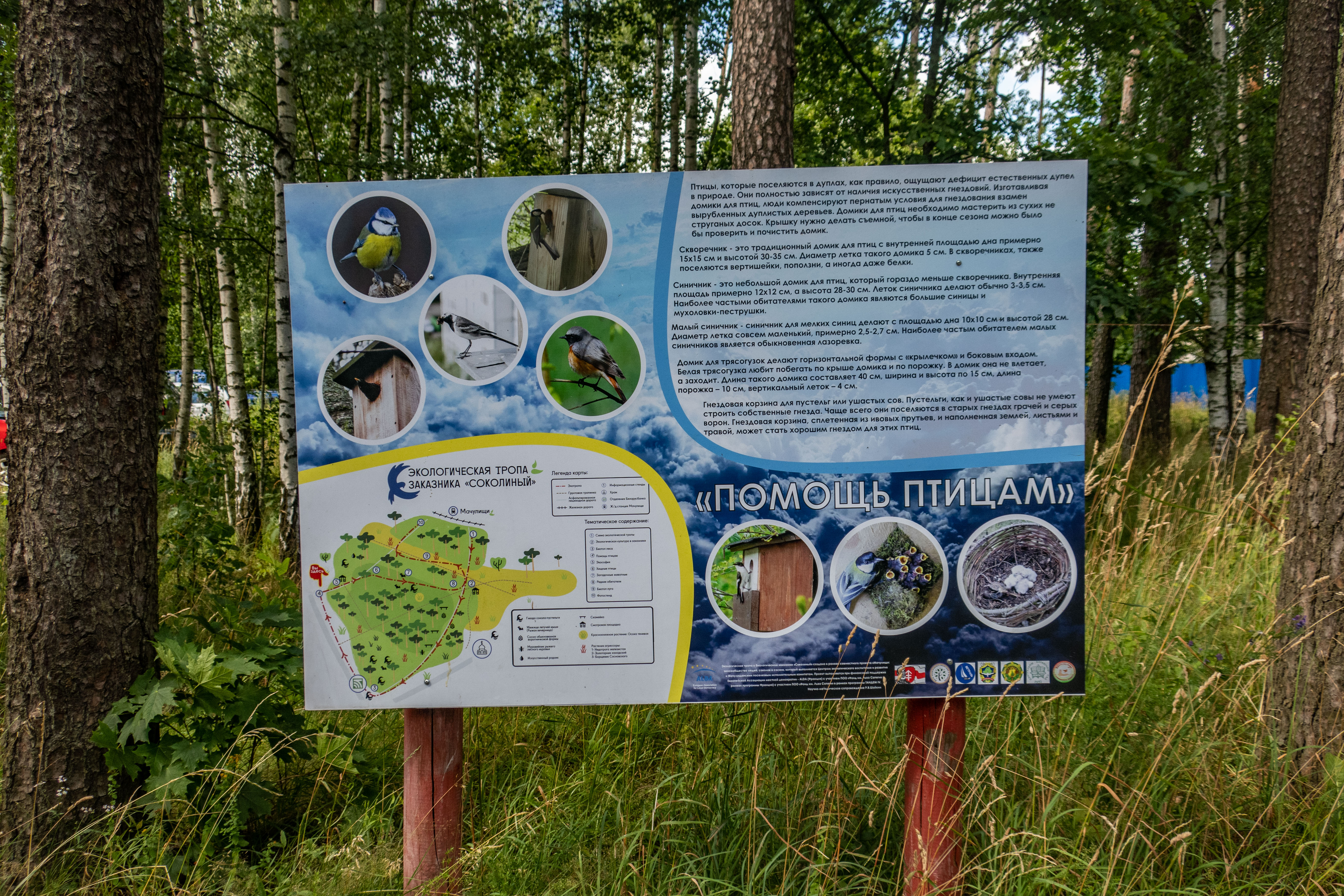
Информационная табличка на экотропе
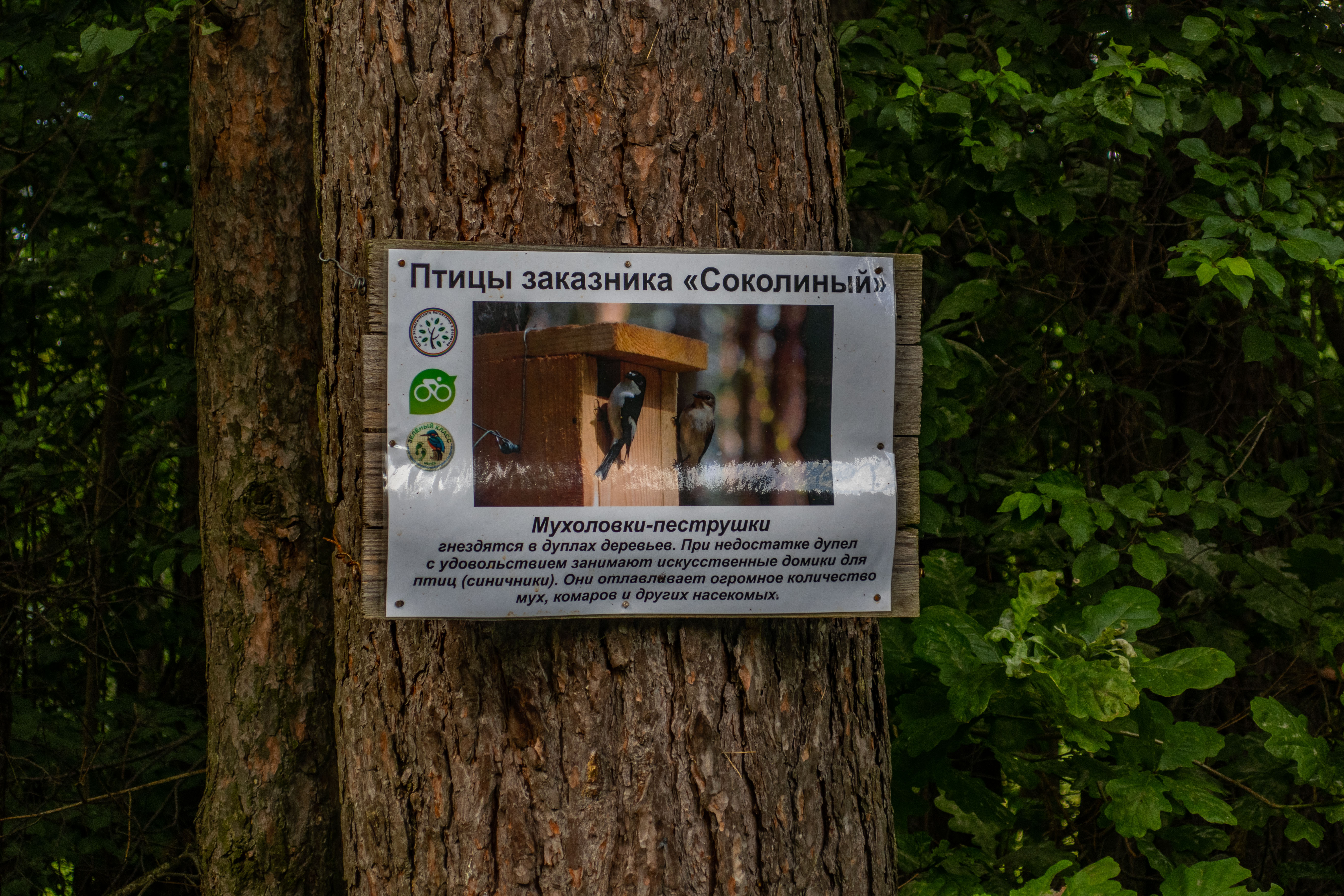
Информационная табличка на экотропе
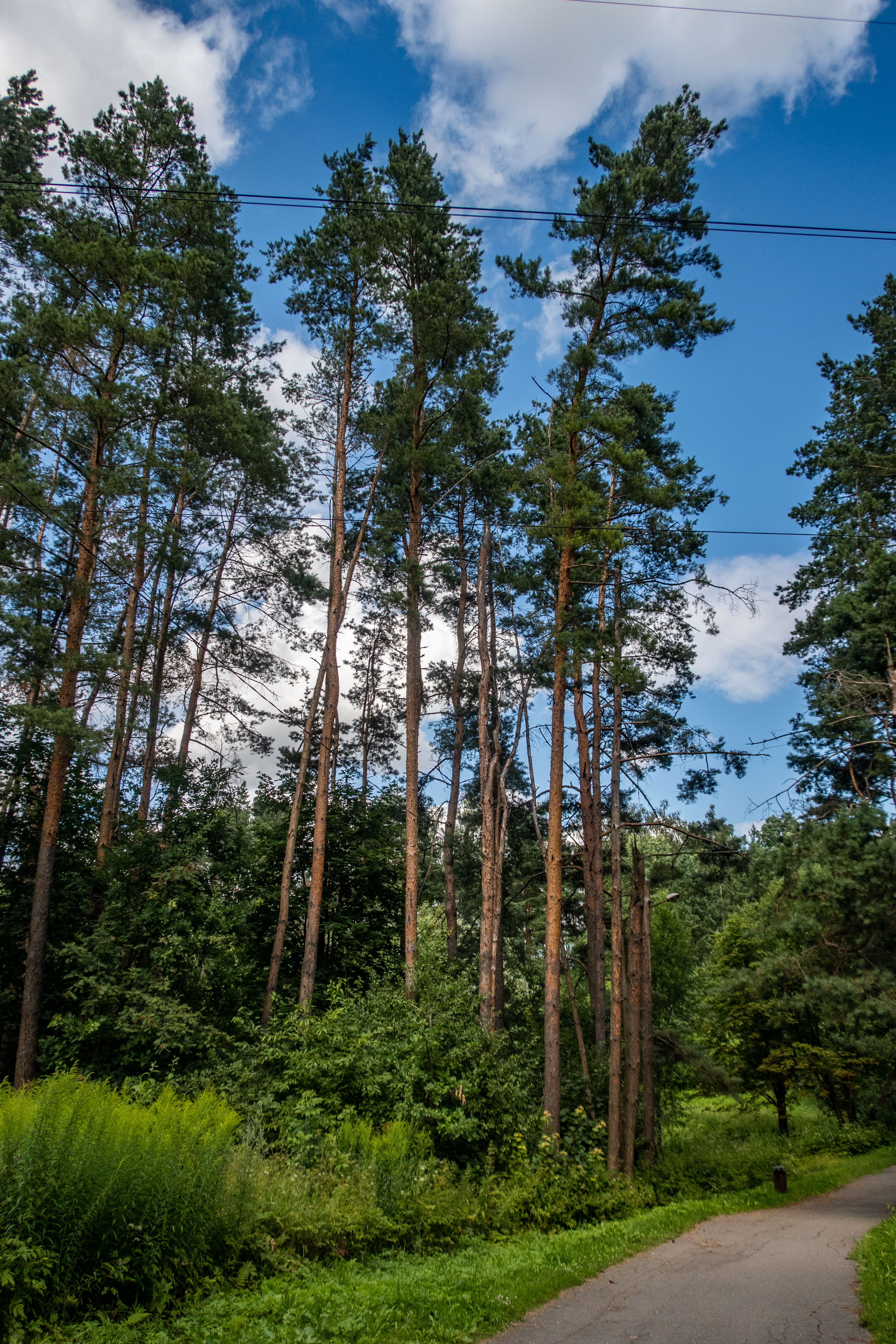
Сосны
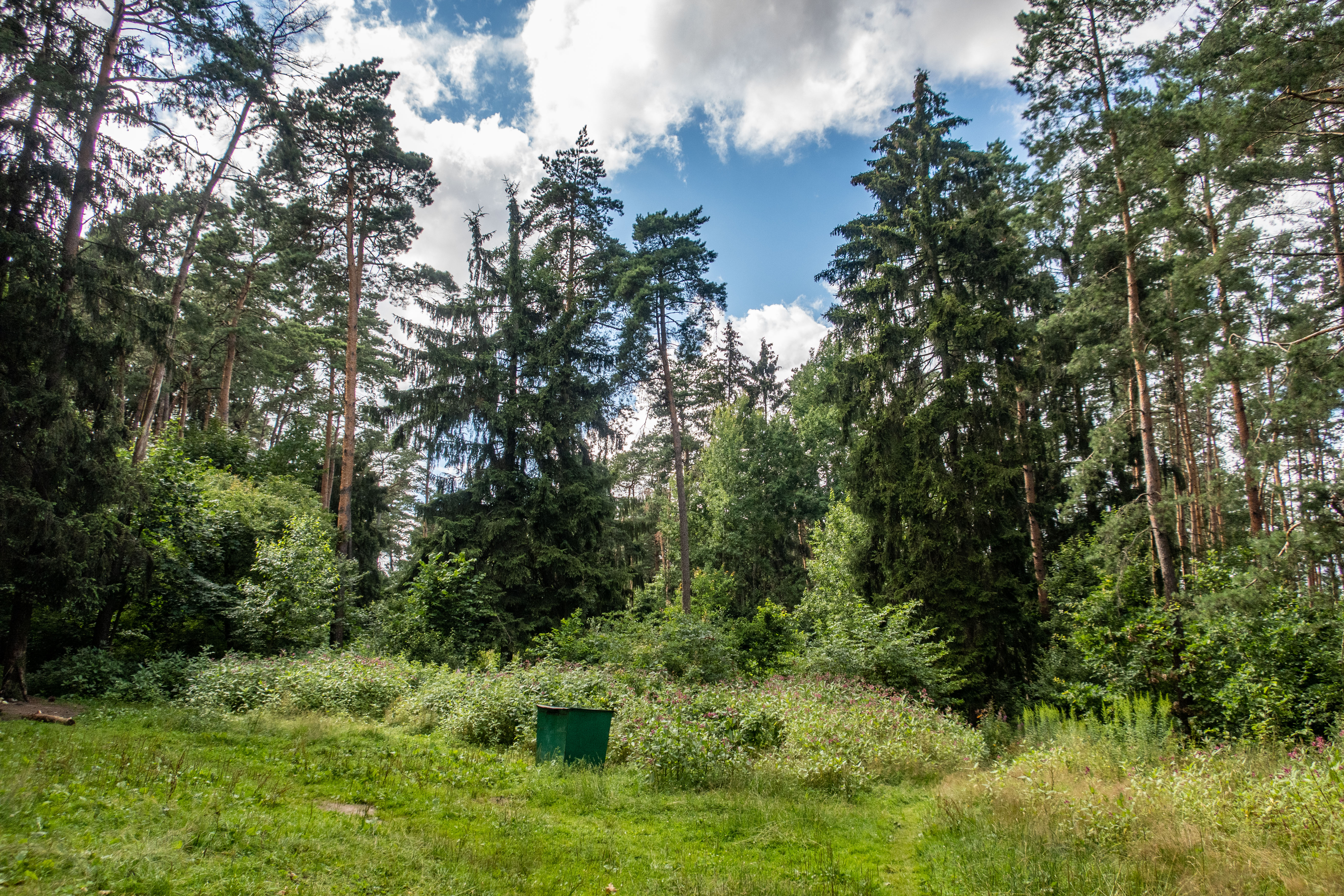
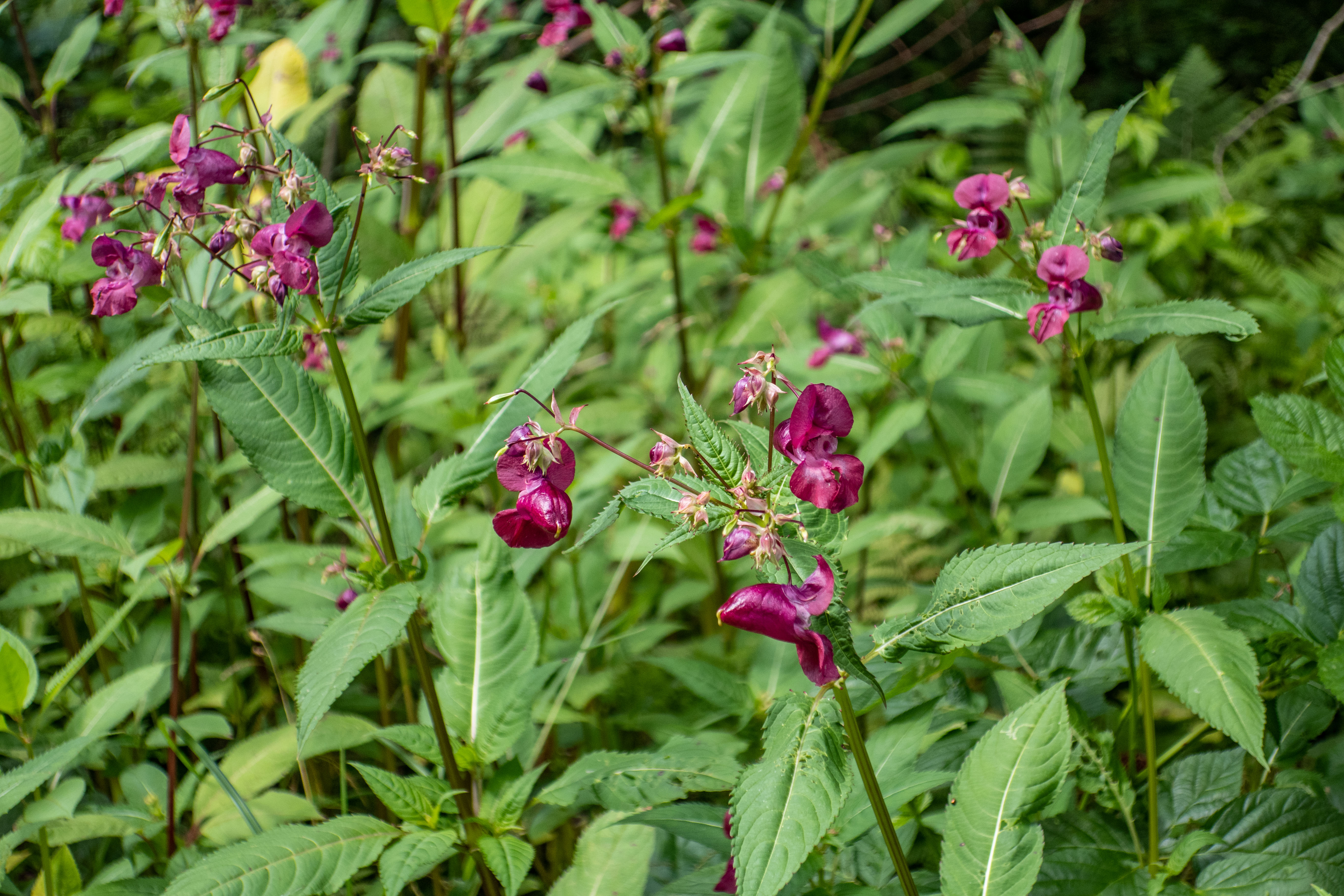
Недотрога железистая — растение-агрессор